# Carlos Correia (político brasileiro)
Carlos Correia (São João de Meriti, 20 de abril de 1947) é um advogado e político brasileiro. Foi deputado estadual e vice-prefeito de São João de Meriti, município da Baixada Fluminense. Foi deputado estadual por quatro mandatos consecutivos.

## Biografia
É formado em Direito, sendo pós-graduado em Políticas Públicas e Governo na EPPG da UFRJ. Foi eleito deputado estadual em 1986. Na Alerj, foi relator na Constituinte estadual, com atuação na subcomissão da Ordem Econômica e do Meio-Ambiente.
Na eleição de 1990, foi reeleito deputado estadual. Na época, sua eleição fortaleceu a base de apoio do governador eleito Leonel Brizola, pois o PDT havia feito 21 cadeiras na Assembleia Legislativa.
Em seu segundo mandato, Correia foi indicado pelo próprio governador Leonel Brizola para ser presidente da Alerj. Entretanto, acabou perdendo a disputa no plenário para José Nader.
Correia foi presidente da Comissão Parlamentar de Inquérito (CPI) que investigou a paralisação das obras do metrô e a má utilização das verbas para a extensão das linhas 1 e 2. Na época, o ex-governador Moreira Franco chegou a ser convocado para prestar esclarecimentos.
Em 1992, candidatou-se pela primeira vez à prefeitura de São João de Meriti. Ficou de fora do segundo turno, que teve a disputa entre Mica e Paulo de Almeida. Já em 1994, foi reeleito deputado estadual e foi líder do PDT na Alerj. Na eleição de 1996, ficou em quarto lugar na disputa para a prefeitura de São João de Meriti.
Voltaria a se candidatar a deputado estadual em 1998 e 2002, não sendo eleito. Foi candidato a prefeito de São João de Meriti em 2000 e 2004, sem êxito. Na eleição de 2006, foi candidato a vice-governador do estado na chapa de Carlos Lupi. Em 2008, foi eleito vice-prefeito de São João de Meriti na chapa de Sandro Matos. Até março de 2010, acumulou o cargo de secretário municipal de Educação.
Em 2018, foi indicado pelo então governador Luiz Fernando Pezão para atuar na Agetransp, agência que regula o transporte público no estado do Rio de Janeiro.

## Vida pessoal
É pai do político Bruno Correia, que teve mandato de deputado estadual entre 2011 e 2014.